# Abou Debeing
 (juin 2021).
Abou Debeing, de son vrai nom Kevin Abou Kamara, est un rappeur et chanteur français d’origine ivoirienne, né le 19 avril 1989 à l'hôpital Boucicaut dans le 15e arrondissement de Paris.
Il sort, sous le label Wati B, son premier album Debeinguerie le 17 février 2017, et son second projet solo, en 2019 sous son propre label Fulgu Prod Street Love. S'y retrouve des featurings avec plusieurs artistes tels que Dadju, Imen Es, Kaaris, Franglish, Niro et d'autres.
Il collabore avec de nombreux artistes tels que Sexion d'assaut, Dadju, Black M, Naza, Aya Nakamura ou encore KeBlack et Lartiste.

## Biographie

### Origine du pseudonyme
Son nom de scène, Debeing, provient donc de l’argot ivoirien. En effet le mot « Being » signifie c’est la France, par voix de conséquence, « Debeing » c’est de la France. Surnommé très jeune comme cela par ses amis d'enfance, il garda ce surnom et s'en inspirera même pour le nom de son premier album solo : Debeinguerie, qui est la contraction de Debeing et dinguerie.

### Débuts
Abou Debeing commence à rapper vers l'âge de 16 ans et son début de carrière est essentiellement constitué de freestyle.

### Carrière
En 2010, il se fait repérer et signe dans le label Wati B, en pleine ascension avec les succès de la Sexion d'assaut et DRY. Avec Dr Beriz, L'Insolent, Dadif Le H de Guerre, John Kafé et L.A.S, ils forment le groupe : L'institut. Le groupe dévoile plusieurs freestyles et clips. Ils publient leur premier album en 2013 qui s'intitule : Équipe de Nuit. On y retrouve le tube avec la Sexion d'assaut : Ville Fantôme mais aussi les titres Pas de chance et Nuit Blanches dévoilés auparavant.
En 2014, le groupe se dissout pour se concentrer davantage sur leurs projets solos.
Abou commence sa carrière solo en divulguant des freestyles et des remix. Il signe son premier single Adios avec Black M. Par la suite, il sort le son Taçatwa, qui est un hommage à la ville de Paris. Cette chanson est relayée par Matuidi, Rabiot ou encore Serge Aurier.
Durant l'été 2016, il envoie plusieurs titres figurant dans l'album Debeinguerie comme Sorry (en featuring avec Aya Nakamura), Player (en featuring avec Lartiste), Dansa (en featuring avec H Cue) , Rien dans les poches, Mi Amor et d'autre n'y paraissant pas tels que C'est comment ?, Tout est permis ou encore Je te vois (en featuring avec Still Fresh).
Par la suite, il divulgue son single avec KeBlack qui s'intitule Etoile filante. Dans le même temps, il révèle différents titres de son album Debeinguerie,,. Après une semaine d'exploitation, le projet s'écoule à 1 470 exemplaires tous formats confondus,,. Le 14 mars, il dévoile en featuring avec Dadju, son clip Tombé sur elle qui sera certifié single d'or et dépassant les 20 millions de vus sur YouTube. Dans le même temps, il prend part à la tournée nationale de Black M en première partie de l'Eternel BigBlack Tour.
En mai 2017, il quitte, le label Wati B puis signe à l'été 2018 chez Universal Music avec le label Polydor.

## Vie privée
Le 17 mars 2025, le domicile d'Abou Debeing à Rueil-Malmaison est cambriolé. Les voleurs, passés par une fenêtre et un toit-terrasse, dérobent une Audi RS Q8, des montres, des vêtements de luxe et un disque d’or, pour un préjudice estimé à 500 000 €. Une enquête est en cours.

## Discographie

### Singles

#### Avec L'institut
- 2007 : Paris
- 2008 : Touch It (remix)
- 2009 : Impro hors du commun
- 2009 : Mandat d'arrêt
- 2009 : Fiche de recherche
- 2010 : Perquisition
- 2010 : On est en place
- 2011 : Shoot niggaz
- 2012 : Parigos
- 2012 : Feeling
- 2013 : La gifle (feat. The Shin Sekaï)
- 2013 : Résurrection
- 2013 : Laisse-les parler de nous
- 2013 : Différent (feat. The Shin Sekaï)
- 2013 : Boule noire
- 2014 : Dévergondé (feat. The Shin Sekaï)
- 2014 : Bim bada boum

#### En solo
- 2014 : Zulu
- 2014 : Y'a rien à faire (remix)
- 2014 : A capella
- 2015 : Vérité générale
- 2015 : Adios (feat. Black M)
- 2015 : Babié
- 2015 : Bye bye (feat. Dadju et S.Pri Noir)
- 2015 : Tacatwa
- 2016 : Sorry (feat. Aya Nakamura)
- 2016 : C'est comment ?
- 2016 : Mi amor
- 2016 : Je te vois (feat. Still Fresh)
- 2016 : Tout est permis
- 2016 : Player (feat. Lartiste)
- 2016 : Dansa (feat. H-Cue)
- 2016 : Rien dans les poches
- 2017 : Étoile filante (feat. KeBlack)
- 2017 : Boom
- 2017 : Guerre
- 2017 : Tombé sur elle (feat. Dadju)  Or[20]
- 2017 : 100 mille a l'heure (feat. Dj Kerby)
- 2017 : La danse de Paname
- 2017 : C'est pas bon (feat. Dadju)  Platine[21]
- 2017 : Répondeur
- 2017 : Obligé (feat. Naza)
- 2018 : Griffon d'Or
- 2018 : Un jour de moins
- 2018 : La force
- 2018 : Mes défauts (feat. Imen Es)
- 2018 : Ce soir tribunal
- 2018 : Mercé
- 2019 : Petit de la Tess
- 2019 : Qu'Une Vie
- 2019 : C'est mort (feat. Imen Es)
- 2019 : Égoïste (feat. Dadju)
- 2019 : Respectez (feat. Kaaris)
- 2019 : Cœur Démoli
- 2020 : Meilleurs (feat. Tayc)
- 2020 : Pardonne moi
- 2020 : Quartier
- 2020 : Attitude (feat. Dadju)
- 2023 : Amapiagang #1
- 2023 : Amapiagang #2 (Tic Tac)

#### Apparitions
- 2014 : Maska feat. Abou Debeing - Yin / Yang (sur l'album Espace-temps)
- 2015 : Franglish feat. Abou Tall et Abou Debeing - Oh shit
- 2016 : The Shin Sekaï feat. Franglish, S.Pri Noir et Abou Debeing - Pablo Picasso
- 2016 : The Shin Sekaï feat. Black M, S.Pri Noir et Abou Debeing - Bounce (sur l'album Indéfini)
- 2016 : Black M feat. Gradur, Alonzo et Abou Debeing - Tout ce qu'il faut (sur l'album Éternel Insatisfait)
- 2019 : Kiff No Beat feat. Abou Debeing - Chaka Zulu (sur l'album Bledard is the new fresh)
- 2019 : Franglish feat. Abou Debeing - Warriors (sur l'album Monsieur)
- 2020 : Imen Es feat. Abou Debeing - Gangsta Love (sur l'album Nos vies)
- 2020 : Franglish feat. Abou Debeing - Bando (sur l'EP Mood)
- 2021 : Driks feat. Abou Debeing, Dadju et Franglish - Plan (sur l'album Hackcœur)
- 2021 : Imen Es feat. Abou Debeing - Nous deux (sur l'album ES)
- 2023 : Jungeli feat. Abou Debeing, Alonzo, LOSSA et Imen Es - Petit génie